# Oldenlandiopsis callitrichoides
Oldenlandiopsis callitrichoides là một loài thực vật có hoa trong họ Thiến thảo. Loài này được (Griseb.) Terrell & W.H.Lewis mô tả khoa học đầu tiên năm 1990.